# Rushall Olympic FC
Rushall Olympic Football Club is een Engelse voetbalclub uit Rushall die uitkomt in de National League North, het zesde niveau van het Engels voetbalsysteem. 
De club werd opgericht in 1893 en speelt sinds 1977 haar thuiswedstrijden op Dales Lane, dat plaats biedt aan 1.400 toeschouwers.
De hoogste eindklassering in de clubgeschiedenis werd behaald in het seizoen 2023/24, toen de club op de negentiende plaats in de National League North eindigde.